# 카트린 에슬랭
카트린 에슬랭(Catherine Hessling, 1900년 6월 22일 ~ 1990년 7월 2일)은 프랑스의 배우이다. 영화 감독 장 르누아르의 첫 번째 부인으로, 그의 초기 영화에 다수 출연하였다.

## 출연 작품
- 성냥팔이 소녀 (1928)
- 소녀 릴리 (1927)
- 나나 (1926)